# Fietssnelweg F701
De fietsostrade F701 is een Limburgse fietssnelweg in opbouw tussen Hasselt en Genk. Ze zal in afgewerkte vorm 15 km lang zijn en is al grotendeels befietsbaar.

## Route
De start van de F701 ligt dichtbij E313-afrit Hasselt-Zuid, aan een fietstunnel onder de N80 richting Sint-Truiden. Via enkele rustige straten worden fietsers naar een autovrije weg geleid langs spoorlijn 21 tussen Landen en Hasselt. Deze parallelweg loopt onder de Grote Ring door naar de Hollandsveld-wijk. Aan de Hefveldstraat ligt een fietstunnel om de spoorweg over te steken van west naar oost. Vervolgens komt de snelweg aan spoorlijn 34 tussen Luik en Hasselt, waar ze rechts afbuigt om koers te zetten richting Katarinawijk. De F701 komt via de spoorlijn opnieuw aan de Grote Ring en maakt hier van de spoorwegbrug gebruik veilig over te steken. Sinds 2023 ligt hier een fietspad richting industriezone Pietelbeek.
Via een rondpunt dwarst de fietsweg veilig de N2 richting Diepenbeek, om vervolgens via een tunnel onder spoorlijn 34 door te gaan. Hier begeeft de F701 zich in Wolske, de zuidkant van Godsheide. Er bestaan plannen om een ontbrekende verbinding tussen Wolske en de universitaire campus in Diepenbeek aan te leggen via natuurgebied Sluisbeemden. Tot die tijd is de F701 terug berijdbaar vanaf de kruising met de F70 tussen Hasselt en Bilzen, richting universiteitscampus. Op deze campus liggen vestigingen van Universiteit Hasselt, KU Leuven, Hogeschool PXL en Hogeschool UC Leuven-Limburg. Er bevinden zich tevens enkele onderzoeksinstellingen en spinoffbedrijven.
Het fietspad aan de universiteitscampus bereikt via een tunnel onder de N702 de Tuikabelbrug in Godsheide. Eenmaal aan de noordkant van de brug vervolgt de route via rustige woonwijkstraten die parallel lopen aan de N75 richting Genk. Aan Holeven eindigt de route voorlopig, maar er is voorzien dat ze uiteindelijk doorgetrokken zal worden tot achter de brug van spoorlijn 21C. De weg zou dan uitmonden op de F76 tussen Genk en Tongeren.